# سمیبوگری
سمیبوگری (به لاتین: Semibugry) یک منطقهٔ مسکونی در روسیه است که در استان آستراخان واقع شده‌است.